# Hendrick van Balen

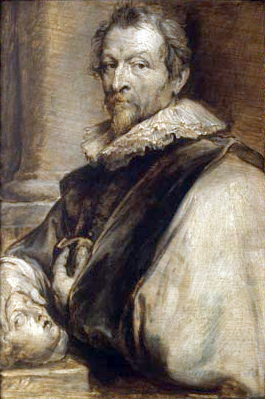
Retrato por Hendrick van Balen

Hendrick van Balen ou Hendrick van Balen I (c. 1573–1575 – 17 de julho de 1632) foi um pintor e designer de vitrais flamengo do período barroco. Van Balen especializou-se em pequenas pinturas de gabinete, frequentemente realizadas sobre suporte de cobre. Seus temas preferidos eram cenas mitológicas e alegóricas e, em menor grau, assuntos religiosos. O artista teve um papel importante na renovação da pintura flamenga no início do século XVII e foi um dos mestres de Anthony van Dyck.

## Biografia
Van Balen foi aluno de Adam van Noort e estudou arte em viagem a Itália. Tornou-se membro da Guilda de São Lucas de Antuérpia em 1592–1593, aos 17 anos de idade. Em 1608–1609, ocupou o cargo de segundo decano da Guilda e, em 1609–1610, foi nomeado primeiro decano. 
Van Balen teve um papel decisivo na renovação da pintura flamenga no século XVII, atuando como uma ponte entre gerações. Van Balen trazia consigo traços do seu mestre, Marten de Vos, que transmitia ao seu notável discípulo, Anthony van Dyck. Como decano da Guilda dos Romanistas de Antuérpia que é uma confraria que reunia artistas que haviam estudado em Roma, sua obra trás de forma bem clara essa influência italiana. 

## Galeria

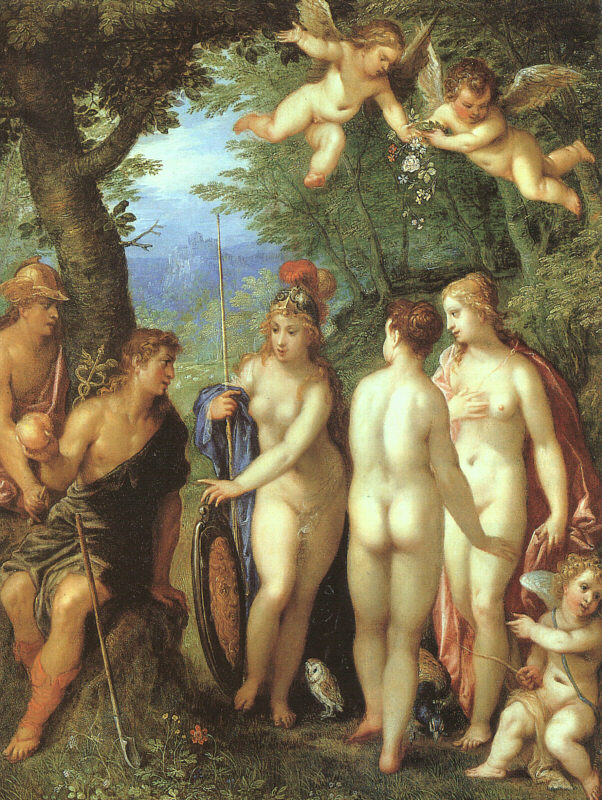
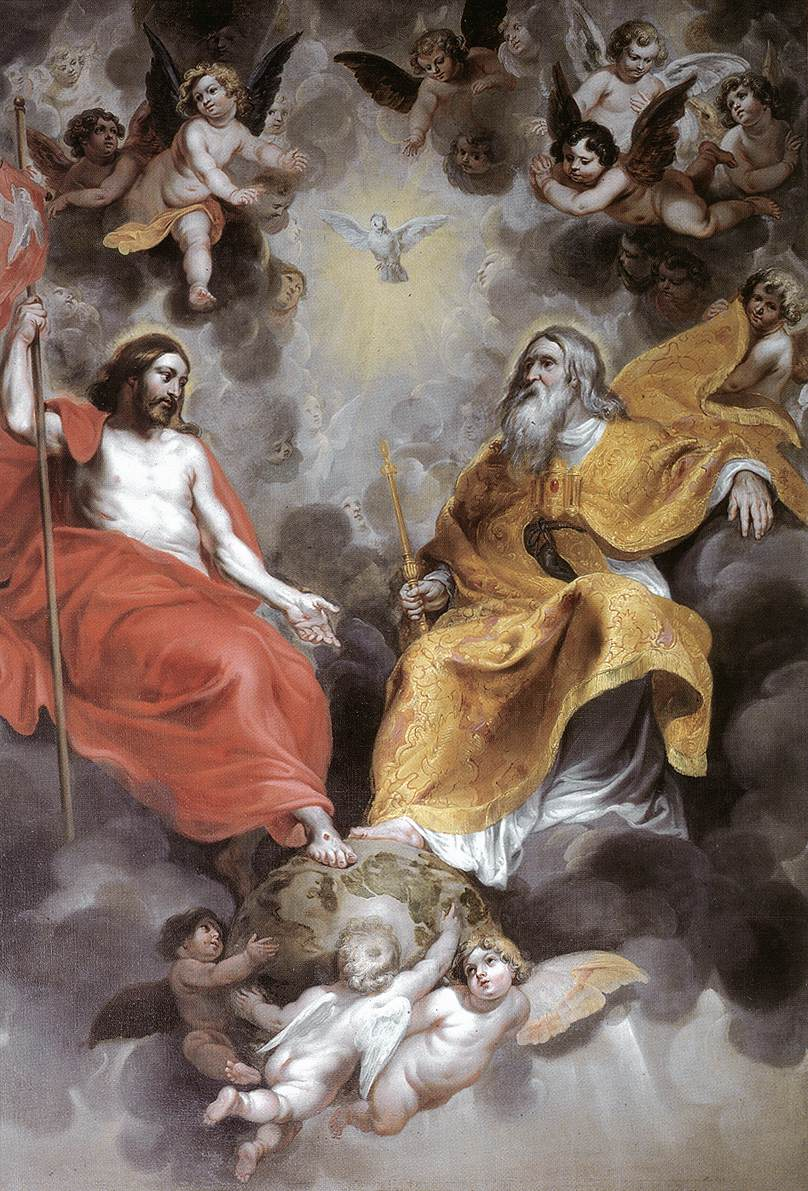
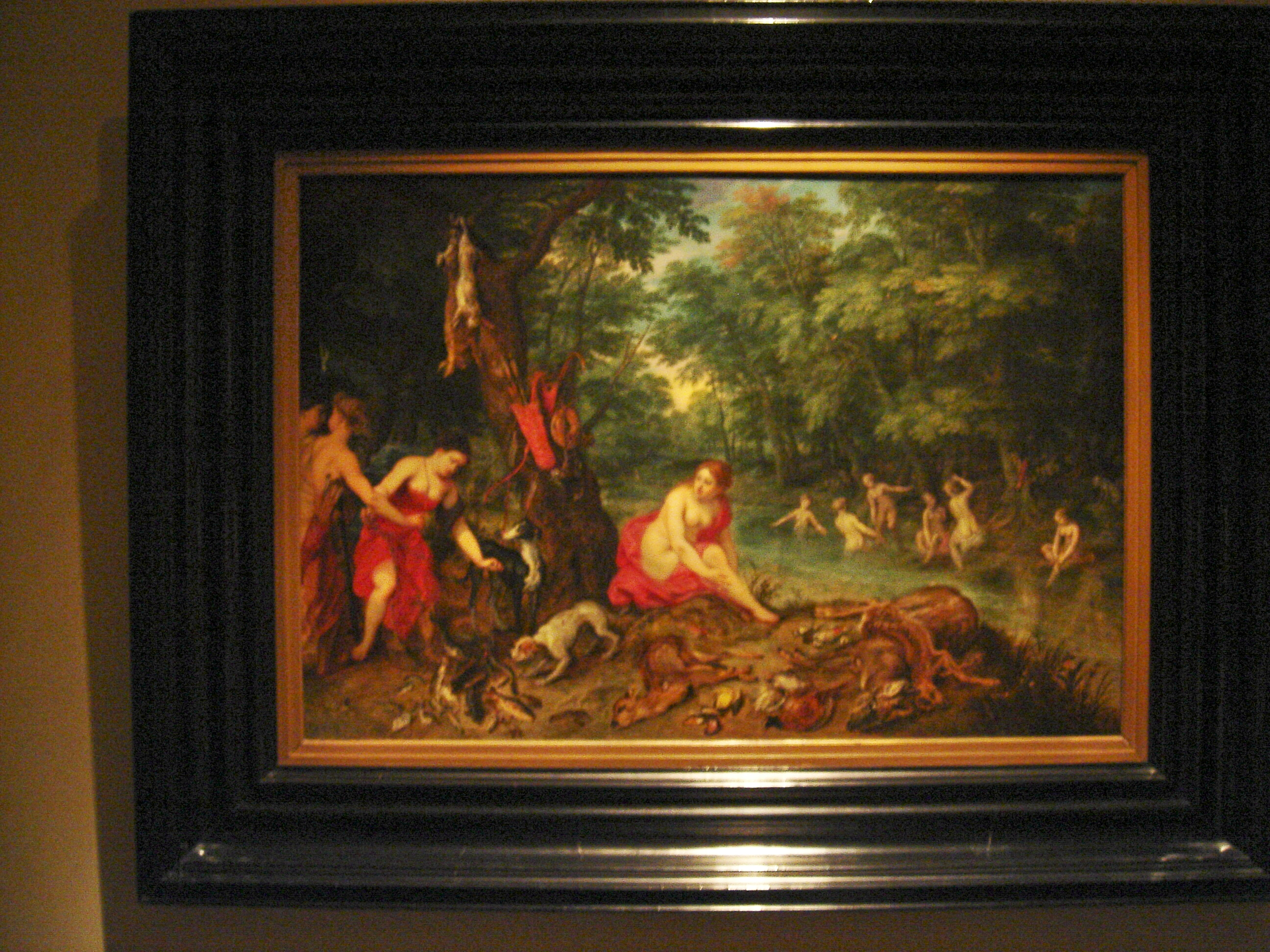
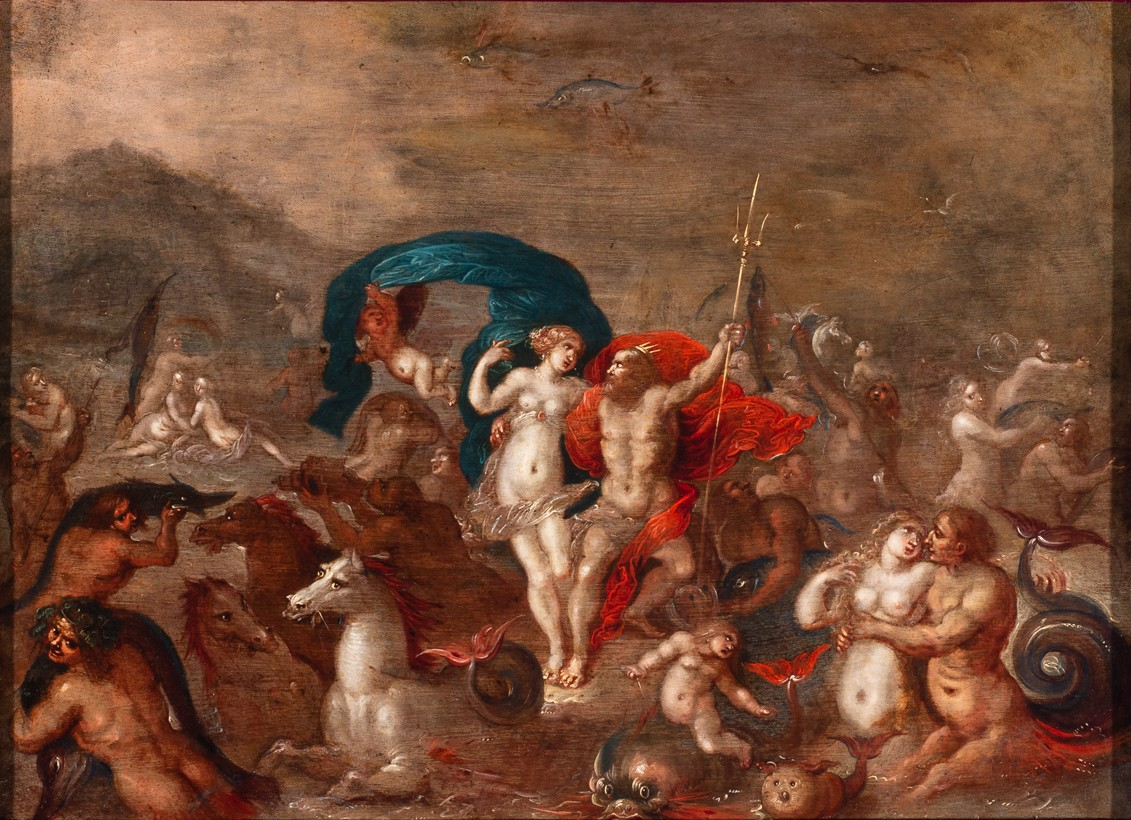
Poseidon e Anfitrite, 1575-1632, Flandres. Obra presente na coleção Casa Museu Eva Klabin.